# Merry Happy Whatever
Merry Happy Whatever é uma série de televisão americana de comédia estrelada por Dennis Quaid e criada por Tucker Cawley para Netflix. A primeira temporada foi lançada em 28 de novembro de 2019, consistindo em 8 episódios.

## Enredo
O projeto é visto como uma série de antologia em potencial. A primeira temporada acontece durante a semana, aproximadamente, no Natal, com as temporadas futuras possivelmente explorando outros feriados.

## Elenco

### Regular
- Dennis Quaid como Don Quinn
- Bridgit Mendler como Emmy Quinn
- Brent Morin como Matt
- Ashley Tisdale como Kayla Quinn
- Siobhan Murphy como Patsy Quinn
- Adam Rose como Todd
- Elizabeth Ho como Joy Quinn
- Hayes MacArthur como Sean Quinn

### Recorrente
- Garcelle Beauvais como Nancy
- Mason Davis como Sean Jr.
- Lucas Jaye como Donny

### Participações
- Tyler Ritter como Alan
- Chris Myers como Bryan

## Episódios
| N.º na série | N.º na temp. | Título                                            | Dirigido por            | Escrito por           | Lançamento             |
| ------------ | ------------ | ------------------------------------------------- | ----------------------- | --------------------- | ---------------------- |
| 1            | 1            | "Welcome, Matt"                                   | Pamela Fryman           | Tucker Cawley         | 28 de novembro de 2019 |
| 2            | 2            | "Harmony"                                         | Pamela Fryman           | David Holden          | 28 de novembro de 2019 |
| 3            | 3            | "Interference"                                    | Gloria Calderón Kellett | Gracie Glassmeyer     | 28 de novembro de 2019 |
| 4            | 4            | "Happy Mall-idays"                                | Pamela Fryman           | Ali Schouten          | 28 de novembro de 2019 |
| 5            | 5            | "Twas the Night Before the 4th Night of Hanukkah" | Phill Lewis             | Ajay Sahgal           | 28 de novembro de 2019 |
| 6            | 6            | "Merry Ex-Mas"                                    | Betsy Thomas            | Richard Brandon Manus | 28 de novembro de 2019 |
| 7            | 7            | "Christmas Break"                                 | ASA                     | ASA                   | 28 de novembro de 2019 |
| 8            | 8            | "Ring In The New Year"                            | ASA                     | ASA                   | 28 de novembro de 2019 |